# Can Guardiola (Llagostera)
Can Guardiola de Llagostera és una masia tradicional catalana de planta quadrangular que forma part de l'Inventari del Patrimoni Arquitectònic de Catalunya. Parets de pedra morterada. Estructurada en tres crugies i coberta a dues vessants amb teula. La façana principal ha estat molt reformada. Actualment presenta en planta baixa obertures amb carreus de pedra i a la planta principal hi ha tres balcons amb baranes de ferro colat i a la segona planta hi ha finestres geminades d'arc semicircular i finestres laterals amb rapissa motllurada. Conserva una garita cantonera (sud-est) de base de pedra i obra de fàbrica. Del conjunt destaquen l'edificació destinada al bestiar amb columnes de pedra i capitells de secció quadrada, així com una pallissa amb arcs semicirculars de carreus de pedra. L'existència de la garita respon a la necessitat de vigilar l'entorn donada la ubicació allunyada del mas respecta dels nuclis més poblats.